# دیوید وایرلس
دیوید وایرلس (انگلیسی: David Vairelles؛ زادهٔ ۶ دسامبر ۱۹۷۷) بازیکن فوتبال اهل فرانسه است.
از باشگاه‌هایی که در آن بازی کرده‌است می‌توان به باشگاه فوتبال نانسی، باشگاه فوتبال تروا، و باشگاه ورزشی آمیان اشاره کرد.